# Holzlettern

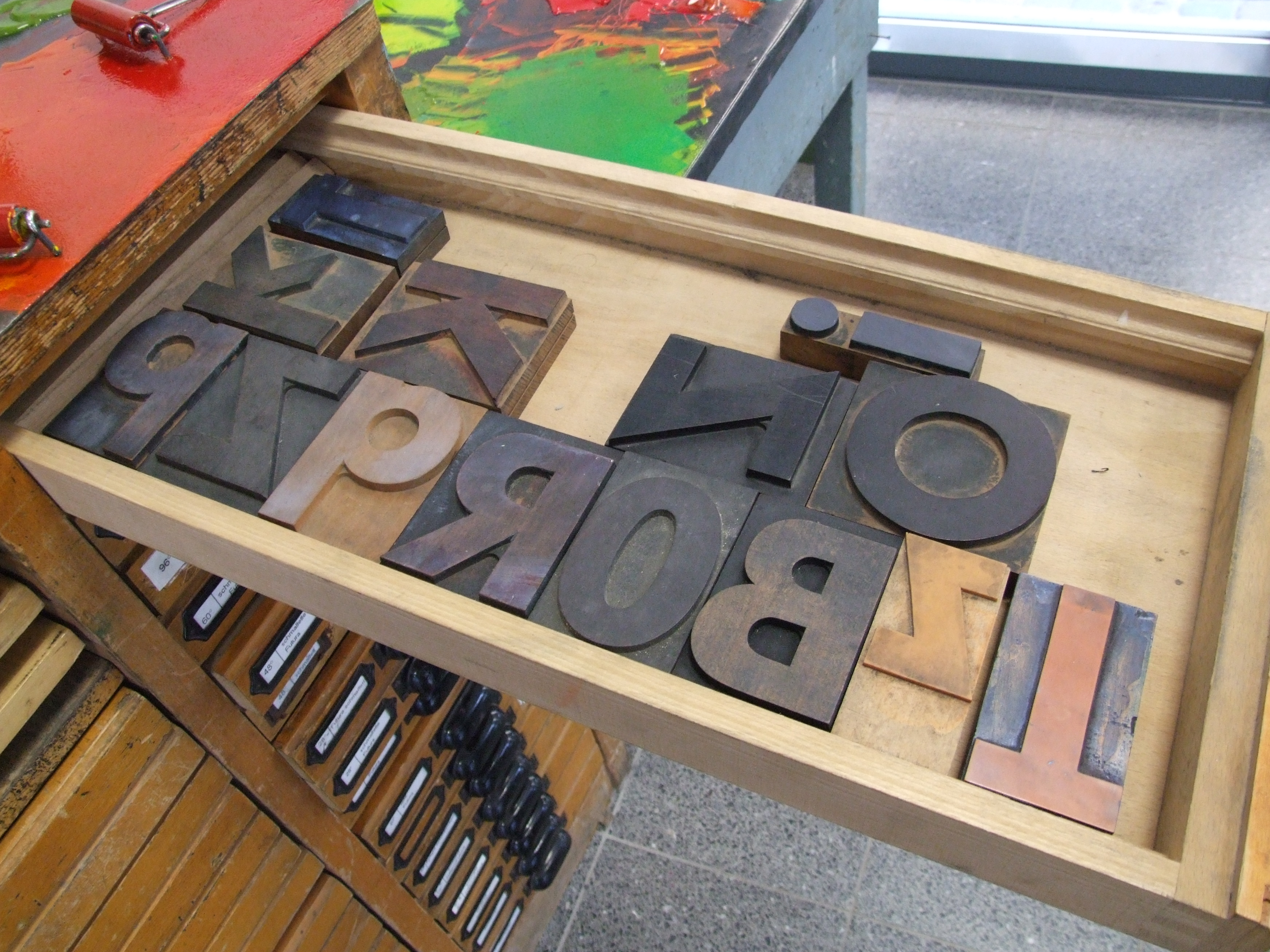
Holzlettern

Wiki aus der Sicht des Setzers: Spiegelverkehrt auf dem Kopf
8 Cicero = 96 Punkt (36,10 mm), in Holzschrift

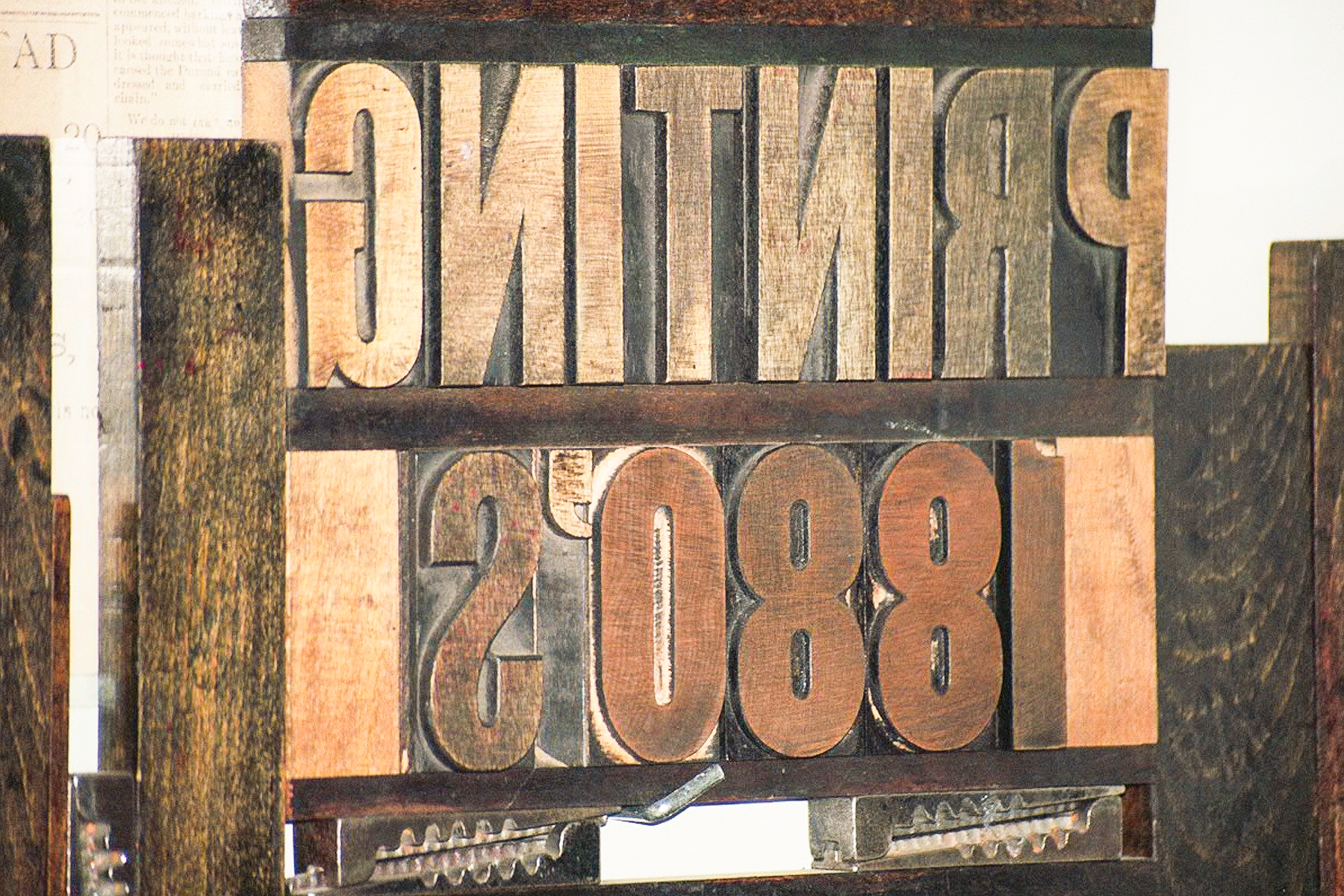
Historische Holzlettern

Holzlettern sind Drucktypen (Lettern) aus Holz. 
Bei dem als Buchdruck mit beweglichen Lettern bekannten Hochdruckverfahren, wie ihn Gutenberg entwickelt hatte, wurde üblicherweise mit Bleilettern gearbeitet. Für großformatigen Druck, insbesondere den Plakatdruck, waren Buchstaben aus Blei aber zu teuer und die Druckformen zu schwer. Deshalb wurden die Buchstaben und Zeichen aus Holz, eben als Holzlettern, hergestellt. Verwendet wurde Ahorn- oder besonders festes Birnen- oder Buchsholz, die sich zusätzlich durch die kurzen Fasern besonders gut bearbeiten ließen. Das Holz musste sehr lange lagern, bevor es für diesen Zweck verwendet werden konnte. Die so hergestellten Schriften wurden Holzschriften oder Plakatschriften genannt.

## Schriftgrößen
Holzschriften wurden bereits ab 2 Cicero Größe angefertigt, nach oben gab es (fast) keine Grenzen. Einzellettern als Ersatz wurden auch von Schriftsetzern geschnitten; dies konnte auch für sehr kleine Schriftgrade gelten.

## Produktionsgeschichte
Historisch wurden erste Typen vermutlich von Holzschneidern hergestellt. In der Ausbildung der Setzer war es auch noch bis 1960 üblich, Techniken wie Bleischnitt und auch die Arbeit in Holz zu unterrichten. Teilweise wurden nämlich in den Setzereien fehlende Einzellettern mit solchen Techniken ersetzt. Dies sieht man an alten Schriftensammlungen, in denen sich immer wieder solche, mehr oder weniger gelungenen, Einzeltypen finden.
Schon Anfang des 19. Jahrhunderts wurde diese handwerkliche Arbeit nicht mehr von den Druckern erledigt, sondern der hohe Bedarf nach Plakatschriften führte zur Gründung zahlreicher Firmen, vor allem in England und USA, die sich auf die Herstellung dieser sogenannten Holzschriften spezialisierten. 1844 ließ sich Isaac Merritt Singer in Fredericksburg nieder. Hier arbeitete er in der Werkstatt der Gebrüder Day, die Holzlettern herstellten. 1846 eröffnete er in Pittsburgh seine eigene Holzlettern-Werkstatt. Hier entwickelte er seine „Maschine zum Schneiden von Holz und Metall“, eine Weiterentwicklung des Pantographen für das Druckgewerbe. Am 10. April 1849 ließ er sie patentieren.
In Deutschland gab es nur wenige reine Holzschriftfirmen, aber ab Mitte des 19. Jahrhunderts nahmen Schriftgießereien, die vor allem Bleilettern herstellten, Holzlettern in ihr Produktionsprogramm auf. Im Gegensatz zu den oft sehr experimentellen Schriften in USA und England gaben deren Schriften eher die strengen und geradlinigen Formen der Bleischriften in größerem Format wieder.
Aktuell gibt es nur wenige produzierende Firmen. Sie liefern überwiegend für den künstlerischen oder schulischen Bereich. Teilweise sind diese Anlagen auch Museen angegliedert.

## Gedi-Schriften
Mit der immer weiteren Verbreitung des Offsetdrucks (komplette Druckplatten, keine Einzellettern) ging der Bedarf nach Holzlettern immer weiter zurück, so dass im Laufe der 1960er Jahre immer mehr Schriftgießereien die Produktion von Holzlettern einstellten. Die noch verbliebene Nachfrage wurde bis 1975 von einer einzigen Firma, nämlich Gedi-Schriften der Gebrüder Diller in Bamberg, gedeckt. Gedi-Schriften hatte viele Originalholzschriften von anderen Herstellern, so Gebr. Klingspor, D. Stempel AG, H. Berthold AG, Ludwig & Mayer und Haas’sche Schriftgiesserei, bei deren Produktionseinstellung übernommen.

## Museum der Arbeit
Das Museum der Arbeit in Hamburg übernahm 2004 das komplette Inventar der Firma Gedi-Schriften und vertraute die Wiederherstellung der Produktionsfähigkeit der Manufaktur dem Graveurmeister Daniel Jansen an, der das Projekt als Abschlussarbeit seines Studiums Grafikdesign an der Hochschule für Angewandte Wissenschaften Hamburg durchführte.
Kern der Manufaktur ist eine Holzletternfräse der Firma Gebr. Klingspor von ca. 1920 sowie 79 Originalschablonen von je 210 Zeichen von historischen Schriften der wichtigsten deutschen Schriftgießereien. Mittels eines Pantographen wird die Buchstabenvorlage in verkleinertem Maßstab auf einen Holzblock übertragen. Die Grundform wird so ausgefräst, die Ecken werden von Hand ausgestochen.

## Quelle
- Heidelberger Nachrichten, Ausgabe 256, 2006, Seite 60, „Mit alter Technik zu neuen Ideen“